# Shinji Jojo
Shinji Jojo (城定 信次, Jojo Shinji) est un footballeur japonais né le 28 août 1977 à Hamura.

## Équipe nationale
- Équipe du Japon de football des moins de 20 ans
  - Participation à la Coupe du monde de football des moins de 20 ans 1997